# Дом и мельница Кульвера Рэндела
Дом и мельница Кульвера Рэндела (англ. Culver Randel House and Mill) — архитектурный памятник в деревне Флорида, округ Ориндж, штат Нью-Йорк, США. Здание мельницы было построено в 1830 году, а дом был построен двадцатью годами позже. Оба здания были добавлены в Национальный реестр исторических мест США в 1998 году (мост, построенный позднее, в реестр не включён). В конце XIX века внешний облик дома был изменён, но в 1990-х годах в процессе подготовки зданий к включению в реестр эти изменения были демонтированы.